# Classe CC (sommergibile Italia)
La classe CC (sigla per "Costiero Caproni") era una classe di sommergibili tascabili della Regia Marina, progettata a partire dal 1943 dalla ditta Caproni come modello derivato dalla precedente classe CM; delle 37 unità inizialmente progettate solo tre furono effettivamente impostate, ma la loro costruzione fu interrotta dagli eventi dell'invasione tedesca dell'Italia nel settembre 1943 e poi definitivamente cancellata nel dicembre 1944.

## Il progetto
I battelli della classe CC costituivano una versione con una poppa sensibilmente modifica di quelli della classe CM, il prototipo di uno dei quali era stato commissionato alla ditta Caproni di Taliedo: la Caproni apportò alcune modifiche al progetto dei CM, portando alla costituzione di una nuova classe di imbarcazioni. I CC erano lunghi 33 metri (poco di più dei CM), larghi 2,7 metri e con un pescaggio di 2,77 metri; il dislocamento, superiore a quello dei CM, era di 99,5 tonnellate in superficie e di 117 tonnellate in immersione, mentre la profondità di collaudo raggiungibile dai battelli era di 80 metri. L'apparato motore basato su due motori diesel Fiat da 700 hp per la navigazione in superficie e due motori elettrici CRDA da 120 hp per la navigazione sott'acqua, leggermente più potente di quello installato sui CM, consentiva una velocità di 14 nodi in emersione e di 9 nodi in immersione; l'autonomia era di 1.200 miglia nautiche a 10 nodi in emersione e di 70 miglia nautiche a 4 nodi in immersione.
L'armamento verteva su tre tubi lanciasiluri da 450 mm (uno in più dei CM) montati a prua, ciascuno dotato di un unico siluro, e una mitragliera binata Breda Mod. 31 da 13,2 mm per la difesa antiaerea; l'equipaggio ammontava a due ufficiali e sei sottufficiali e marinai.
Riconoscendo la validità delle modifiche apportate dalla Caproni al progetto dei CM, il 19 giugno 1943 il comando della Regia Marina commissionò alla ditta tre battelli della classe CC, il prototipo già assegnato (CC 1) e due ulteriori unità di preserie (CC 2 e CC 3), a cui far seguire la costruzione di ulteriori 34 unità. L'annuncio dell'armistizio dell'Italia l'8 settembre 1943 e la conseguente invasione della penisola da parte dei tedeschi portò alla sospensione del programma di realizzazione dei CC; la costruzione delle tre unità fu brevemente ripresa per conto della Marina Nazionale Repubblicana fino alla definitiva cancellazione del programma nel dicembre del 1944, quando i battelli erano in uno stadio di completamento compreso tra il 60 e il 38%.